# Непецино (село, Московская область)

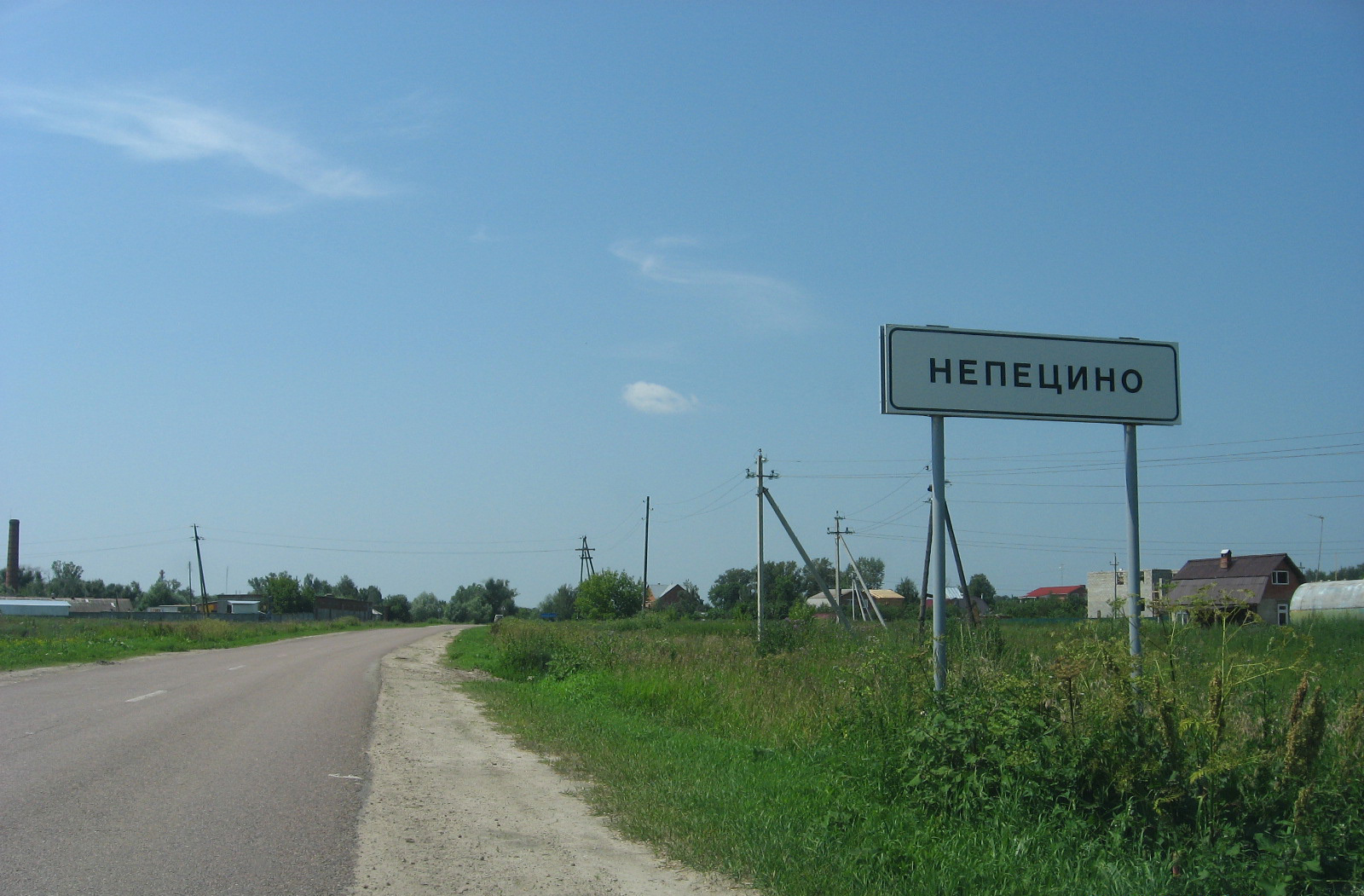
Знак на въезде в село со стороны Мячкова

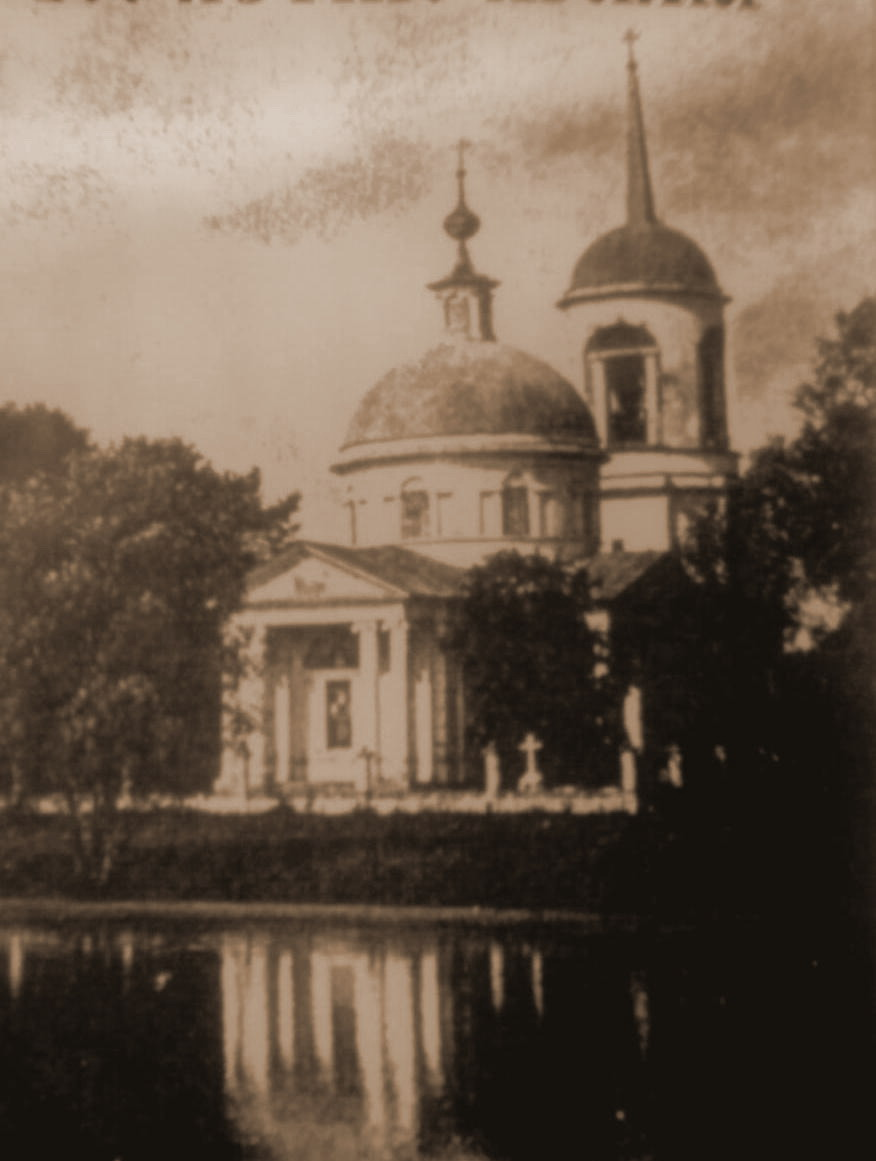
Знаменская церковь с. Непецино (старая фотография)

Непецино — старинное русское село в Московской области России. Входит в городской округ Коломна. Население — 2359 чел. (2010).
Расположено на берегах реки Северки, в 92 км от Москвы по автотрассе М5 «Урал», не доезжая 10 километров до города Коломны. На северо-западе находится железнодорожная станция Непецино Большого кольца Московской железной дороги.

## История
Непецино впервые было упомянуто в 1577—1578 годах в приправочных книгах Коломенского уезда. По наиболее вероятной версии название села происходит от прозвища владельца — Непея, то есть человека непьющего, трезвенника. По альтернативной версии этим человеком мог быть один из представителей древнего и многочисленного рода Непейцыных, один из предков которого, по преданию, отказался пить на пиру у татарского хана, за что и был казнён. Отсюда, якобы, и произошла фамилия Непейцыны. Примечательно, что Непейцыны происходили не из Великого княжества Московского, а из Новгородской земли: в 1406 году в одной из духовных грамот Великого князя Василия Первого упоминается Новгородское поселение «Непейцыно». В конце XV века Иван III проводит политику собирания русских земель, частью которой является ослабление влияния местной знати из опасений сепаратизма с её стороны, что приводит к депортации многих родовитых новгородцев в центральные уезды.
С конца XVI века село принадлежало многим знатным особам: Ф. И. Михальчукову, князю Г. Ф. Чертенскому, Бабиным, Змеевым, Норовым. Однако наиболее известными владельцами села являлись представители фамилии Новиковых. в начале XVIII века село приобретает Иван Михайлович Новиков, ближайший родственник выдающегося русского просветителя Н. И. Новикова. В 1797—1876 годах Непецино принадлежало Петру Александровичу Новикову, поэту, члену Общества Российской словесности, а после 1861 года — Евгению Петровичу Новикову, действительному статскому советнику, дипломату, члену Государственного Совета, автору ряда исторических произведений. Е. П. Новиков состоял чрезвычайным и полномочным послом России в Вене и Константинополе, а в Непецине поселился после своей отставки.
Представители семейства Новиковых были начинателями многих преобразований в Непецине: был заложен великолепный парк с липовыми аллеями, некоторые из которых можно наблюдать и в наши дни, было привезено множество видов деревьев из разных уголков России; старожилы ещё помнят кедры, которые были посажены в те далекие времена и плодоносили вплоть до середины XX века. Крестьянами был выкопан каскад из трех прудов, два из которых хорошо сохранились до сих пор.
В 1806 году совместными усилиями Новиковых и Ключаревых был заложен каменный храм в честь иконы Божией Матери Знамение с приделом, посвящённым святому великомученику Георгию Победоносцу. Известно, что с первой половины XVII века в Непецине уже существовал деревянный храм, посвящённый Георгию Победоносцу, который располагался в стороне от нового каменного сооружения. Новый храм был выполнен в стиле классицизма в духе мастеров Казаковской школы. В начале XX века со смертью Е. П. Новикова имение переходит к лесопромышленнику Львову.
Приход советского времени ознаменовался большими изменениями в жизни села, драматическим образом изменяется его облик: храм закрывается (он будет возвращен церкви только в 1993 году), разоряется старинное кладбище. Однако после Великой Отечественной войны, в особенности в 1950-е и 1960-е годы, начинается новый этап развития Непецина в качестве крупного агропромышленного хозяйства при Совете Министров СССР, рядом с которым формируется посёлок городского типа, являющийся лицом Непецина и его центром. Вверх по течению реки Северки строится пионерлагерь «Метеор», состоящий из деревянных корпусов, рядом с которым в середине 80-х годов выстроен образцовый пионерлагерь «Метеор», состоящий уже из кирпичных построек, впоследствии преобразованный в ФГБУ «ДДО „Непецино“» Управления делами Президента РФ.
В 1994—2006 годах Непецино — центр Непецинского сельского округа. В 2005—2017 гг. — центр Непецинского сельского поселения Коломенского муниципального района.

## Население
| 2002 | 2006  | 2010  |
| ---- | ----- | ----- |
| 2548 | ↘2440 | ↘2359 |

## Люди, связанные с селом
- Непейцыны
- Иван Михайлович Новиков
- Петр Александрович Новиков

## Инфраструктура
- Федеральное государственное бюджетное учреждение «Детский дом отдыха „Непецино“» Управления делами Президента Российской Федерации.
- Федеральное государственное унитарное предприятие «Агропромышленный комплекс „Непецино“» Управления делами Президента Российской Федерации — входит в список «300 лучших предприятий России».
- На территории села располагается «Спортивный комплекс „Непецино“», который включает в себя футбольное поле с искусственным покрытием, спортивный зал, площадку для офп. 22 декабря 2020 года состоялось открытие многофункциональной хоккейной площадки.
- В здании Непецинского Центра досуга и культуры располагается библиотека, которая обслуживает жителей села Непецино, деревень Андреевка и Санино. Годом ее основания считается 1951 год.  Здесь осуществляется информационное обслуживание пользователей, включая ресурсы сети Интернет; проводятся кружки, систематически ведется проектная и краеведческая работа.